# Труханів острів (станція метро)
50°28′16.15″ пн. ш. 30°32′40.20″ сх. д. / 50.4711528° пн. ш. 30.5445000° сх. д.
«Труха́нів о́стрів» — споруджувана станція Подільсько-Вигурівській лінії Київського метрополітену, що буде розташована між станціями «Суднобудівна» та «Затока Десенка». 
Станом на 2006 рік, станція збудована в основних та огороджувальних конструкціях на нижньому ярусі естакади Подільського мостового переходу.  Розташована над Бабиним озером на Трухановому острові, на честь якого і отримала свою назву.

## Конструкція
Крита колонна станція буде розміщена на нижньому ярусі естакади, матиме один вихід. Платформа станції буде сполучатися з наземним вестибюлем чотирма стрічками ескалатора висотою підйому 8,2 м. За конструкцією аналогічна станціям «Суднобудівна» і «Затока Десенка».
По обидва боки станції для захисту пасажирів від вітру та атмосферних опадів запроєктовано світлопрозорі екрани. Довжина перегону до станції «Затока Десенка» — 1222 м.

## Будівництво
Станція «Труханів острів» була споруджена в основних і огороджувальних конструкціях на метрорівні есткади Подільського мостового переходу в 2004–2006 роках.
Згідно проєктної документації з будівництва дільниці Подільсько-Вигурівської лінії метрополітену від станції «Глибочицька» до станції «Райдужна» з відгалуженням у бік житлового масиву Вигурівщина-Троєщина, станція «Труханів острів» входить в першу чергу будівництва.
Плановий термін будівництва за наявності фінансування становить 62 місяці, тобто відкриття станції планується після 2027-28 року, в складі першої черги Подільсько-Вигурівської лінії.